# Anne Revere
Anne Revere (25. lipnja 1903. – 18. prosinca 1990.), američka kazališna, filmska i televizijska glumica, dobitnica Oscara za najbolju sporednu glumicu (1945. godine). Jedna je od žrtava makartističke histerije s početka 1950-ih godina.

## Životopis
Rođena u New Yorku, Revere je od rane mladosti bila glumica, pojavljujući se u školskim predstavama. Nakon što je diplomirala na koledžu Wellesley, pridružila se kazalištu mladih "American Laboratory Theatre". Brodvejski debi je imala 1931. godine, a ubrzo zatim, 1934. godine, snimila je i svoj prvi film, Dupla vrata (Double Door). Sljedeće se godine udala za pisca i redatelja Samuela Rosena. Ponovo se vratila kazalištu, gdje je nastupala do 1940. godine. Tada je snimila svoj drugi film, nakon šest godina pauze. Manja, ali zapažena uloga u tom filmu, Howardi iz Virginije (The Howards of Virginia), gdje je nastupila uz Caryja Granta, omogućila joj je daljnje angažmane. 
U naredne četiri godine snimila je čak 20 filmova, od kojih je jedan bio i National Velvet. U njemu je glumila majku lika Elizabeth Taylor, velike dječje zvijezde, koja se natječe kao džokej. Film, koji je bio veliki hit, a i danas je često na TV programu, donio je Anne Revere Oscara za najbolju sporednu glumicu, koji joj je izmakao prethodne godine za ulogu u filmu Bernadettina pjesma (The Song of Bernadette). Treću je nominaciju zaradila za ulogu u filmu Džentlmenski sporazum (1947.)
Uspješna karijera Anne Revere je naprasno prekinuta 1951. godine, kada se našla na "hollywoodskoj crnoj listi" nepodobnih. Optužena je da je član Komunističke partije i gotovo otjerana iz Hollywooda, premda je tvrdila da su dokumenti korišteni u procesu protiv nje bili krivotvoreni. Vrativši se u New York, ponovo je počela nastupati u kazalištu, s velikim uspjehom. Tek dvadeset godina nakon izgona iz Hollywooda, dobila je filmsku ulogu. Pojavila se i u nekoliko TV uloga, ali se nije uspjela približiti nekadašnjem uspjehu.
Anne Revere je umrla od upale pluća 1990. godine.

## Vanjske poveznice
- Anne Revere u internetskoj bazi filmova IMDb-u (engl.)